# Lambda Pegasi
Désignations
Lambda Pegasi (λ Peg, λ Pegasi) dans la Désignation de Bayer est une étoile de 4e magnitude de la constellation de Pégase. Elle n’a pas à ce jour de nom approuvé par l’Union astronomique internationale (UAI).
Cette étoile n’a pas à ce jour de nom approuvé par l’Union astronomique internationale (UAI).

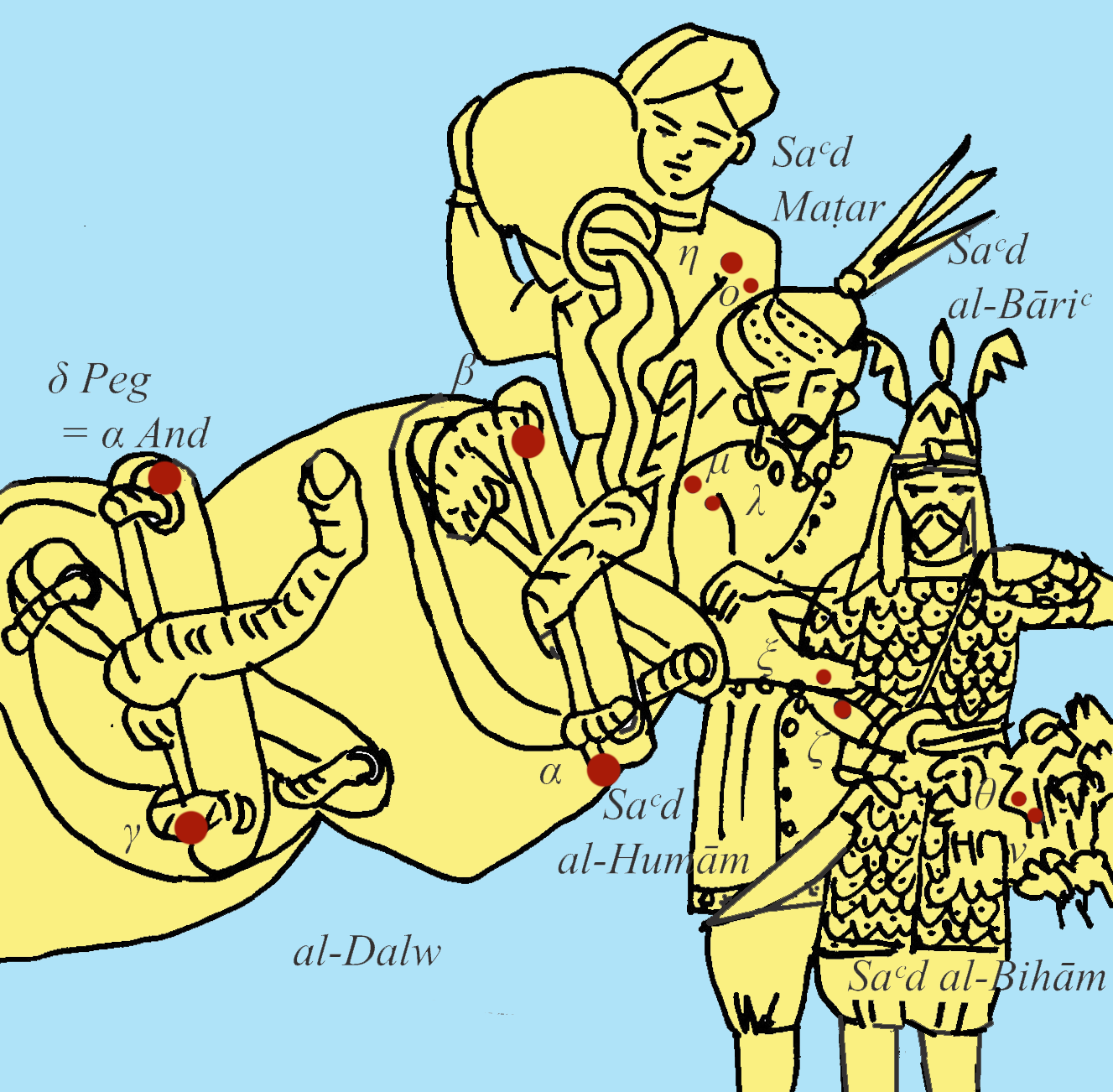
السعود al-Suᶜūd, « les Propices », et الدلوal-Dalw, « le Dalou », les figures correspondant à l'espace de Pégase dans le ciel arabe traditionnel.

## Nomenclature et histoire

### Du ciel des Arabes à l’UAI
Sadalnazi est le nom qui court dans les catalogues internationaux pour λ Peg. C’est l’arabe écrit sans voyellisation سعد اﻟﯨارع pour le couple λμ Peg qui est habituellement, dans le ciel arabe traditionnel, سعد البارع Saᶜd al-Bāriᶜ, « la Propice de l’Excellent », mais qui est lu par l’érudit Wilhelm Sigismund Beigel (1805) Saᶜd al-Nāziᶜ, nom qui peut être interprété, dans le contexte de la série des سعود Suᶜūd, les « Propices », comme « la Propice de l’Impatient [à se rendre au pâturage] ». Retranscrit ’Sa’d al-Nāzi’, mais toujours pour le groupe λμ Peg, par Richard Allen (1899) , le nom apparaît sous la forme Sadalbari et spécialisé à couple λ Peg tandis que μ Peg devietn Sadalbari chez Jack w. Rhaods (1971) et circule dès lors dans les catalogues. 

### En chine
μ Peg est '离宫一, soit « la 1re étoile » de l'astérisme 离宫(pinyin : Lígōng), « Partir (?) du Palais ».

## Propriétés
Lamba Pegasi est une géante jaune de type spectral G8II-III. Avec une masse de 1,5 M☉ et un rayon de 28,5 R☉, l'étoile possède une luminosité bolométrique d'environ 390 L☉. Sa magnitude apparente fut calibrée en 1983 à 3,96, donnant une luminosité intrinsèque de -1,45. Les mesures de parallaxe situent l'étoile à une distance d'environ 112 parsecs de la Terre, soit 365 ± 10 années-lumière, approximativement trois fois la distance de sa double optique Mu Pegasi.
Dans la constellation, Lambda et Mu sont situées au sud-ouest de Beta Pegasi, l'étoile brillante la plus proche.